# 크리스티안 로케
크리스티안 크리스티안센 로케(노르웨이어: Kristian Kristiansen Laake, 1875년 4월 9일 ~ 1950년 8월 3일)는 노르웨이의 군인이다. 그는 노르웨이 육군에서 처음 복무를 시작한 날 1940년 4월 9일 베저위붕 작전의 방어를 맡은 것으로 알려져 있다. 이는 노르웨이 정치인들이 수동적으로 행동했기 때문이었다.

## 어린 시절
그는 울렌사케르에서 농민인 크리스티안 굴브란드센 로케(1835~1875)와 어머니 카렌 페데르센 테우글란(1839~1903) 사이에서 태어났다. 그의 형인 크누트는 정치인이였고 로케 자신도 노르웨이 자유당에 가입했다.

## 군사 직책
그는 1894년 중학교를 졸업하고 1897년 노르웨이 사관 학교를 졸업했으며 1900년 노르웨이 사관 대학을 졸업했다. 그는 포병에 들어갔으며 1928년 대령에 등극한다. 1931년 그는 노르웨이 총사령관에 오른다. 그는 1934년 성 올라프 훈장, 핀란드 백장미 훈장, 소드 훈장, 다네브로크 훈장을 서훈받았다.

## 서지
- Agøy, Nils Ivar (1997). 《Militæretaten og "den indre fiende" fra 1905 til 1940: hemmelige sikkerhetsstyrker i Norge sett i et skandinavisk perspektiv》 (노르웨이어). Oslo: Faculty of History and Philosophy, University of Oslo. ISBN 82-00-22805-3(h.) |isbn= 값 확인 필요: invalid character (도움말).
- Bjørnsen, Bjørn (1977). 《Det utrolige døgnet》 (노르웨이어). Oslo: Gyldendal Norsk Forlag. ISBN 82-05-10553-7.
- Dahl, Hans Fredrik (1992). 《Vidkun Quisling. En fører for fall》 (노르웨이어). Oslo: Aschehoug. ISBN 82-03-16960-0.
- Fjørtoft, Kjell (1990). 《Ulvetiden: krig og samarbeid》 (노르웨이어). Oslo: Gyldendal Norsk Forlag. ISBN 82-05-18437-2.
- Fure, Odd-Bjørn (1996). 《Mellomkrigstid: 1920–1940》 (노르웨이어). ISBN 82-00-22534-8(ib.) |isbn= 값 확인 필요: invalid character (도움말).
- Guhnfeldt, Cato (1990). 《Fornebu 9. april》 (노르웨이어). Oslo: Wings. ISBN 82-992194-1-8.
- Voksø, Per (1994). 《Krigens Dagbok – Norge 1940–1945》 (노르웨이어). Oslo: Forlaget Det Beste. ISBN 82-7010-245-8.

| 전임 이반 바루크 | 노르웨이 육군 총사령관 1931 ~ 1940 | 후임 오토 루게 |